# Wikstroemia guanxianensis
Wikstroemia guanxianensis är en tibastväxtart som beskrevs av Yong H.Zhang, H.Sun och Boufford. Wikstroemia guanxianensis ingår i släktet Wikstroemia och familjen tibastväxter. Inga underarter finns listade i Catalogue of Life.